# Marinha Real Neerlandesa
A Marinha Real Neerlandesa (em neerlandês:  Koninklijke Marine, abreviada para KM) é a marinha de guerra do Reino dos Países Baixos. A base naval principal é em Den Helder, Holanda do Norte. As bases navais secundárias se localizam em Amsterdã, Flessingue, Texel e Willemstad (Curaçao). Os quartéis da Marinha estão em Roterdã, Doorn e Savaneta, Aruba.
A Faculdade da Marinha Real Neerlandesa é uma academia a serviço da Marinha Real Neerlandesa.